# سيندلشم (باركشير)
سيندلشم (بالإنجليزية: Sindlesham)‏ هي قرية تقع في المملكة المتحدة في جنوب شرق إنجلترا.